# (8283) Edinburgh
(8283) Edinburgh est un astéroïde de la ceinture principale.

## Description
(8283) Edinburgh est un astéroïde de la ceinture principale. Il fut découvert le 30 septembre 1991 à Siding Spring par Robert H. McNaught. Il présente une orbite caractérisée par un demi-grand axe de 2,81 UA, une excentricité de 0,09 et une inclinaison de 10,3° par rapport à l'écliptique.

## Compléments